# Distretto di Luuka
Il distretto di Luuka è un distretto dell'Uganda, situato nella Regione orientale.